# Friedrich Wöhler
Friedrich Wöhler, nemški kemik, * 31. julij 1800, Eschersheim pri Frankfurtu na Maini, Hessen, Nemčija, † 23. september 1882, Göttingen.
Wöhler je leta 1828 neodvisno od Antoinea Bussyja izoliral berilij, tako da je reagiral kalij in berilijev klorid.
Velja za začetnika organske kemije: leta 1828 je namreč s sintezo sečnine dokazal, da lahko organske spojine nastanejo iz anorganskih tudi umetno, brez vpliva »življenjske sile« živih organizmov, kot je veljalo dotlej.
Za svoje znanstvene dosežke je Wöhler leta 1872 prejel Copleyjevo medaljo Kraljeve družbe iz Londona.